# Musique de scène de « Rabelais »
 (janvier 2025).
Motif : Non homogène et non conforme aux conventions, que ce soit pour le titre de l'article et son contenu.
Michel Polnareff a composé la musique de scène du spectacle Rabelais de Jean-Louis Barrault, éditée sous forme d'un EP (extended play) en 1969,.

## Liste des titres
| 1. | Ouverture          | 00:41 |
| 2. | Danse de Gargantua | 02:15 |
| 3. | Thème de la mer    | 01:25 |
| 4. | Thème des oiseaux  | 00:32 |

| 1. | Tous les bateaux, tous les oiseaux | 03:24 |
| 2. | Tout tout pour ma chérie           | 02:56 |